# Schütte (Familienname)
Schütte oder Schuette ist ein deutscher Familienname.

## Herkunft und Bedeutung
Schütte ist ein Berufsname zu mittelniederdeutsch „schutte“ (Schütze, Wächter oder Wald- und Flurschütz).

## Varianten
- Schütt[1]
- Schütze

## Namensträger

### A
- Adolf Schütte (Zoodirektor), deutscher Direktor des Zoos Hannover
- Adolf Schütte (Pfarrer) (1878–1957), deutscher Pfarrer
- Adolph Schütte von Warensberg (Feldmarschallleutnant, 1777) (1777–1859), österreichischer Feldmarschallleutnant und Festungskommandant
- Adolph Schütte von Warensberg (Feldmarschallleutnant, 1812) (1812–nach 1871), österreichischer Feldmarschallleutnant
- Albert Schütte (1885–1953), deutscher Politiker, lippischer Landtagsabgeordneter (SPD)
- Albrecht Schütte (* 1970), deutscher Politiker (CDU), MdL Baden-Württemberg
- Alfred Heinrich Schütte (1854–1936), Gründer von Werkzeugmaschinenhersteller Alfred H. Schütte  GmbH
- Alfred Hugo Schütte (1887–1958), Inhaber von Werkzeugmaschinenhersteller Alfred H. Schütte  GmbH
- Anton Schütte (1817–1867), Journalist
- August Schütte (1835–1894), Kaufmann und Mitglied des Deutschen Reichstags

### B
- Bernd Schütte (1961–2024), deutscher Historiker
- Bill Schuette (* 1953), US-amerikanischer Politiker

### C
- Carl Schütte (1839–1917), deutscher Kaufmann und Mäzen
- Christof Schütte (* 1966), deutscher Mathematiker
- Christoph-Hubert Schütte (* 1944), deutscher Bibliothekar

### D
- Daniel Schütte (1763–1850), deutscher Jurist und Theaterdirektor
- Dieter Schütte (1923–2013), deutscher Verleger

### E
- Eberhard Schütte (* 1940), deutscher Augenarzt
- Ernst Schütte (Bühnenbildner) (1890–1951), deutscher Bühnenbildner
- Ernst Schütte (Politiker) (1904–1972), deutscher Politiker (SPD)
- Ernst Schütte (Mediziner) (1908–1985), deutscher Physiologe und Chemiker
- Ernst von Schütte (1848–1919), deutscher Polizeipräsident
- Eva Schütte (1914–1998), deutsche Politikerin (FDP), MdBB

### F
- Frank Schütte (* 1981), namibischer evangelisch-lutherischer Theologe
- Franz Ernst Schütte (1836–1911), deutscher Kaufmann und Mäzen
- Friedhelm Schütte (* 1957), deutscher Fußballspieler
- Friedrich Schütte (1922–nach 2001), deutscher Forstwissenschaftler und Hochschullehrer
- Fritz Schütte (Lehrer) (1864–nach 1912), deutscher Lehrer, Mathematiker und Übersetzer
- Fritz Schütte (Journalist) (* 1958), deutscher Journalist

### G
- Georg Schütte (Politiker) (1895–1959), deutscher Politiker (SPD), MdL Bayern
- Georg Schütte (Staatssekretär) (* 1962), deutscher Staatssekretär und Stiftungsmanager

### H
- Hans Schütte, deutscher Eishockeyspieler
- Hans-Walter Schütte (1932–2004), deutscher evangelischer Theologe
- Hans-Wilm Schütte (* 1948), deutscher Sinologe und Publizist
- Heinz Schütte (Theologe) (1923–2007), deutscher römisch-katholischer Theologe und Ökumeniker
- Heinz Schütte (Soziologe) (* 1937), deutscher Soziologe, Hochschullehrer und Autor
- Heinrich Schütte (1863–1939), deutscher Marschenforscher
- Hermann Schütte (1760–1823), deutscher Schlossermeister, Pietist und Schriftsteller, siehe Hermann Schutte (Schriftsteller)
- Hermann Schütte (Architekt) (1861–1947), deutscher Architekt, Regierungsbaumeister und Professor
- Hermann Schütte (Maler) (1893–1973), deutscher Kunstmaler

### J
- Jan Schütte (* 1957), deutscher Filmregisseur
- Jan Georg Schütte (* 1962), deutscher Schauspieler, Regisseur sowie Drehbuch- und Hörspielautor
- Johann Schütte (1873–1940), deutscher Schiffbauer und Luftschiff-Konstrukteur
- Johann Heinrich Schütte (1694–1774), deutscher Mediziner und Naturforscher
- Johanna Schütte (* 2007), deutsche Volleyballspielerin
- Johannes Schütte (1913–1971), deutscher römisch-katholischer Ordensgeistlicher und Generalsuperior der Steyler Missionare

### K
- Karl Schütte (Klarinettist) (1891–1977), deutscher Klarinettist
- Karl Schütte (1898–1974), deutsch-österreichischer Astronom und Hochschulprofessor
- Kurt Schütte (1909–1998), deutscher Mathematiker und Hochschullehrer

### L
- Ludwig Schütte (1796–1862), deutscher Landrat des Kreises Iserlohn
- Luise Schorn-Schütte (* 1949), deutsche Historikerin

### M
- Margarete Schütte-Lihotzky (1897–2000), österreichische Architektin
- Marie Schuette (1878–1975), deutsche Kunsthistorikerin
- Merlin Schütte (* 1996), deutscher Fußballspieler
- Meta Schütte (1855–1931), deutsche Kunstsammlerin und Mäzenin

### O
- Oliver Schütte (* 1960), deutscher Drehbuchautor
- Otto Schütte (1894–1977), deutscher Unternehmer

### P
- Patrick Schwarz-Schütte (* 1956), deutscher Unternehmer, Präsident der Deutsch-Französischen Industrie- und Handelskammer
- Paul Schütte (1901–1968), deutscher Maler und Grafiker
- Peter Schütte (1911–1973), deutscher Schauspieler und Sänger

### R
- Reinhard Schütte (Handballspieler) (auch Rainer Schütte; * 1952), deutscher Handballspieler
- Reinhard Schütte (Wirtschaftsinformatiker) (* 1967), deutscher Wirtschaftsinformatiker und Hochschullehrer
- Rolf Schütte (* 1953), deutscher Diplomat
- Rolf Schwarz-Schütte (1920–2019), deutscher Unternehmer und Mäzen
- Ronja Schütte (* 1990), deutsche Ruderin
- Rudolf Schütte (Mediziner) (1835–1886), deutscher Mediziner
- Rudolf-Alexander Schütte (1959–2003), deutscher Kunsthistoriker

### S
- Sven Schütte (* 1953), deutscher Archäologe
- Sybille Schütte (* 1946), deutsche Mathematikerin, Fachdidaktikerin und Hochschullehrerin

### T
- Thomas Schütte (* 1954), deutscher Bildhauer und Zeichner

### U
- Ulrich Schütte (* 1948), deutscher Kunsthistoriker
- Uwe Schütte (* 1967), deutsch-britischer Germanist und Autor

### W
- Wilhelm Schütte (1900–1968), deutsch-österreichischer Architekt
- William Schuette (1933–2002), US-amerikanischer Kanute
- Wolfgang Schütte (* 1974), deutscher Fußballspieler
- Wolfgang U. Schütte (1940–2020), deutscher Kulturhistoriker, Publizist und Autor
- Wolfram Schütte (* 1939), deutscher Journalist und Autor